# 6950 Simonek
A 6950 Simonek (ideiglenes jelöléssel 1982 YQ) a Naprendszer kisbolygóövében található aszteroida. F. Dossin fedezte fel 1982. december 22-én.